# Pogoń Baltica Szczecin
MKS Pogoń Baltica Szczecin er en polsk håndboldklub, hjemmehørende i Szczecin, Polen. 